# 신타카시마다이라역
신타카시마다이라역(일본어: 新高島平駅, しんたかしまだいらえき)은 일본 도쿄도 이타바시구에 있는 철도역이다.

## 역 구조
상대식 승강장 2면 2선의 고가역. 에스컬레이터와 엘리베이터가 설치되어 있다. 승강장에 있는 발차표는 1번 선에만 설치되어 있다.

### 승강장
| 1 | 미타 선 | 스가모・오테마치・메구로・히요시 방면 |
| 2 | 미타 선 | 니시타카시마다이라 행                 |

## 역 주변
- 다카시마다이라 녹지
- 다카시마다이라 3초메 단지
- 도쿄 도립 다카시마 고등학교
- 이타바시 시장
- 다카시마 도리

## 역사
- 1976년 5월 6일: 영업 개시.
- 2007년 4월 8일: 엘리베이터 완성.

## 인접역
| 도쿄 도 교통국 미타 선          | 도쿄 도 교통국 미타 선 | 도쿄 도 교통국 미타 선                          |
| ------------------------------- | ---------------------- | ----------------------------------------------- |
| I 25 다카시마다이라 메구로 방면 | 미타 선                | 니시타카시마다이라 I 27 니시타카시마다이라 방면 |